# Te Wahipounamu
Te Wahipounamu (do maori: "lugar do jade") é um local inscrito na lista de Património Mundial, situado na Ilha Sul da Nova Zelândia.
Inscrito na lista de património mundial em 1990 e cobrindo 26.000 km², o sítio incorpora vários parques:
- Parque Nacional Aoraki/Monte Cook
- Parque Nacional de Fjordland
- Parque Nacional de Monte Aspiring
- Parque Nacional de Westland

Contem alguns dos melhores exemplares da flora e fauna originais, existentes em Gondwana uma das razões pelas quais é um Património Mundial.

## Patrimônio Mundial da UNESCO
O Te Wahipounamu foi adicionado à lista do Patrimônio Mundial da UNESCO em 1990. A Westland, o Parque Nacional Monte Cook e o Parque Nacional Fiorde estavam previamente inscritos na lista mas agora estão sob consideração sob o Te Wahipounamu, que cobre todas essas áreas.  Para ser inscrito na lista, o Te Wahipounamu atendeu a vários critérios. Ele contém muitos dos vários aspectos naturais que contribuem para a reputação da Nova Zelândia como um lugar com paisagens excepcionais. É considerado o melhor exemplo moderno de biota da Gonduanalandia e é portanto de importância global. Há um alto nível de geodiversidade e biodiversidade, e os habitats são amplamente não modificados. E finalmente, há uma extensa variedade de flora e fauna incomuns, que demonstram seu isolamento evolutivo.